# (6928) Lanna
(6928) Lanna (1994 TM3) – planetoida z pasa głównego asteroid okrążająca Słońce w ciągu 4,39 lat w średniej odległości 2,68 j.a. Odkryta 11 października 1994 roku.